# Glebionis coronaria

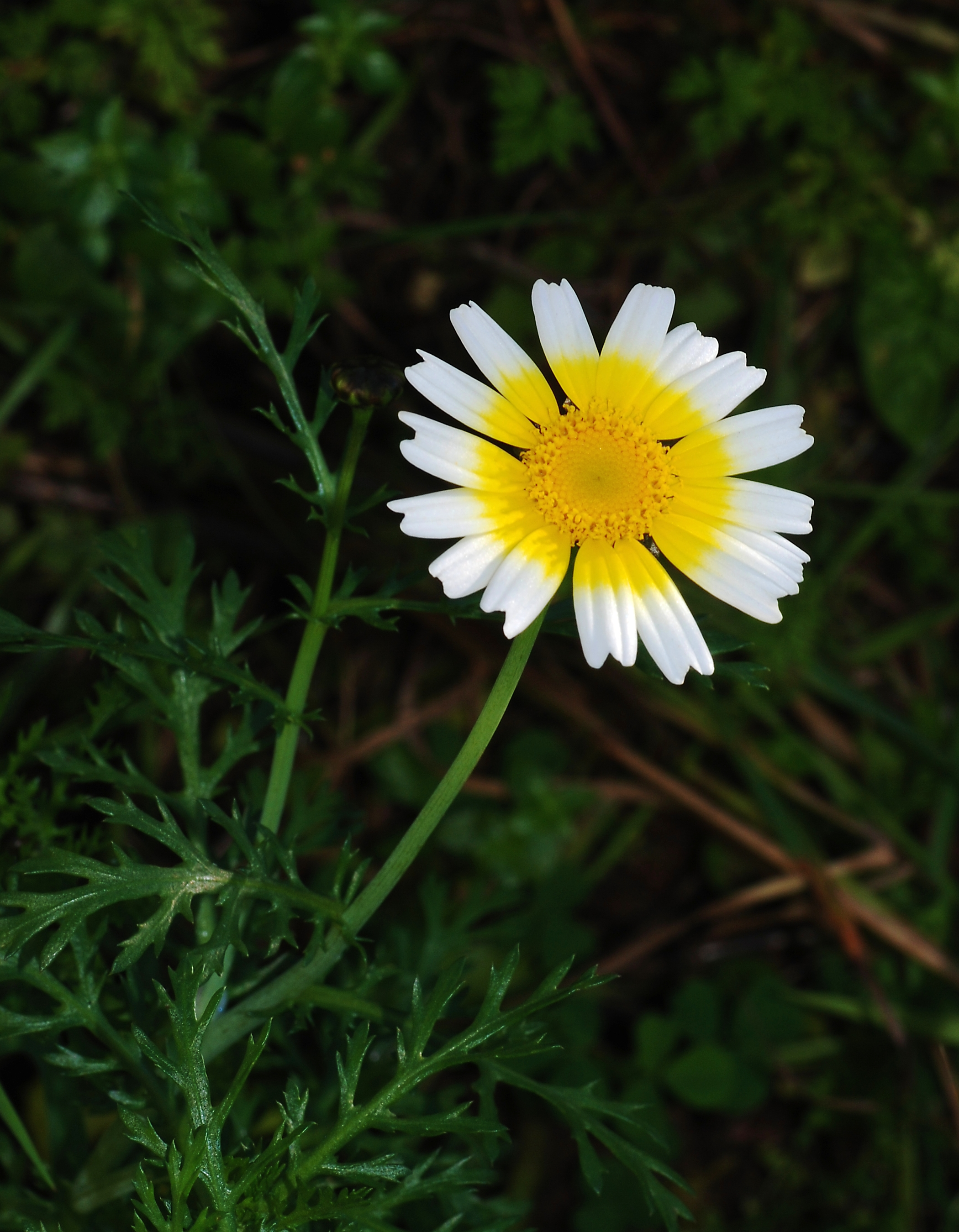
Especie con la flor bicolor

Glebionis coronaria, conocida comúnmente como flor de muerto, ojo de buey, margarita mediterránea, mirabeles, mohinos, mojigato, pajitos o santimonia, entre otros nombres comunes o vernáculos, es una especie de planta herbácea anual perteneciente a la familia Asteraceae.

## Descripción
Planta glabra, rara vez pubérula con tallos de hasta 1 m de altura, generalmente ramificados en la mitad superior. Hojas hemiauriculadas; las inferiores y medias bipinnatisectas, las más superiores pinnatisectas. Involucro de 12-18 mm de diámetro. Brácteas involucrales con margen escarioso pardo pálido; las externas triangular-ovadas; las internas lanceoladas, con un apéndice escarioso agudo. Las ligulas con limbo de hasta 20 mm, blanco con base amarillo-oro, rara vez enteramente amarillo; los flósculos de 4,5-5 mm, con tubo casi tan largo como el limbo. Aquenios de 3-3,5 mm, con 1 ala ventral bien desarrollada, rara vez los más internos sin ala; los externos con 2 alas laterales y 2 costillas dorsales; los internos ligeramente comprimidos lateralmente, con 3-4 costillas en ambas caras.

## Distribución y hábitat
Nativo del Mediterráneo, Asia Central y Arabia, e introducido en la mayor parte de los otros países de Europa, donde incluso está localmente cultivado a gran escala, por ejemplo en Eslovaquia, España, Estonia, Francia y Rumanía.
En la península ibérica, disperso en todo el territorio; más representado en la mitad meridional, en particular en el Levante alicantino, donde abunda.
En Chile, crece en las orillas de los caminos en el litoral central.
Crece principalmente en el bioma templado, desde los 0 hasta los 500 m s. n. m. de altitud.

## Usos
Tierno se puede usar como verdura. Contiene vitaminas (ácido fólico) y calcio. En China se la utiliza contra dolores de estómago y tos. En la India se la utiliza para tratar la gonorrea.

## Taxonomía
La especie fue descrita inicialmente como Chrysanthemum coronarium por Carlos Linneo y publicado en Species Plantarum 2: 890, en 1753, actualmente es tanto un sinónimo como el basónimo de esta; y ulteriormente, sería transferida al género Glebionis por Alexandre Henri Gabriel de Cassini y tanto publicada como validada por Edouard Spach en Histoire Naturelle des Végétaux. Phanérogames 10: 181, en 1841.

#### Etimología
Véase: Glebionis
coronaria: epíteto latino derivado de cǒrōnārĭus, -a, -um, que significa "para hacer coronas o guirnaldas" (Plinio el Viejo, 14, 42 y 21, 164).

#### Citología
Número de cromosomas de Glebionis coronaria y taxones infraespecíficos: 2n=18

## Nombres comunes
- Castellano: antimonia, belide menuda, besantemon oloroso, coronaria, crisantemo, crisantemo silvestre, estrella española, estrella mayor de mieses, flor de muerto, flor de santo, hinojo hato, magarza, magarzón, magaza, manzanilla de flor dorada, manzanilla loca, margarita mediterránea, margaritones, mirabeles, mirabels, mogigato, mohinos, mohinos bastos, mojigato, mojino amarillo, ojo de buey, ojos albillos, pajito, pajitos, paxitos, santimonia, semillama, yerba del muerto.[7]